# Бадминтон на летних Олимпийских играх 2008
Соревнования по бадминтону на летних Олимпийских играх 2008 проходили с 9 по 17 августа. 171 спортсмен из 50 стран соревновались за пять комплектов медалей.

## Медали

### Общий зачёт
(Жирным выделено самое большое количество медалей в своей категории; принимающая страна также выделена)
| Общее количество медалей |                  |        |         |        |       |
| Место                    | Страна           | Золото | Серебро | Бронза | Всего |
| 1                        | Китай            | 3      | 2       | 3      | 8     |
| 2                        | Индонезия        | 1      | 1       | 1      | 3     |
| 2                        | Республика Корея | 1      | 1       | 1      | 3     |
| 4                        | Малайзия         | 0      | 1       | 0      | 1     |

### Медалисты
| Дисциплина               | Золото                                    | Серебро                                    | Бронза                                      |
| Мужской одиночный разряд | Линь Дань Китай                           | Ли Цзунвэй Малайзия                        | Чэнь Цзинь Китай                            |
| Женский одиночный разряд | Чжан Нин Китай                            | Се Синфан Китай                            | Мария Кристин Юлианти Индонезия             |
| Мужской парный разряд    | Индонезия · Маркис Кидо · Хендра Сетиаван | Китай · Фу Хайфэн · Цай Юнь                | Республика Корея · Ли Джэджин · Хван Джиман |
| Женский парный разряд    | Китай · Юй Ян · Ду Цзин                   | Республика Корея · Ли Гёнвон · Ли Хёджон   | Китай · Вэй Или · Чжан Явэнь                |
| Смешанный разряд         | Республика Корея · Ли Ён Дэ · Ли Хёджон   | Индонезия · Нова Видианто · Лилияна Натсир | Китай · Хэ Ханьбинь · Юй Ян                 |

## Календарь
| Мужской одиночный разряд | 1/32 | 1/32 | 1/16 | 1/8 |           | 1/4 | Полуфинал    | Бронза       | Финал        |
| Женский одиночный разряд | 1/32 | 1/16 | 1/8  |     | 1/4       |     | Полуфинал    | Бронза/Финал |              |
| Мужской парный разряд    |      |      |      | 1/8 | 1/4       | 1/4 | Полуфинал    | Бронза/Финал |              |
| Женский парный разряд    |      | 1/8  | 1/4  |     | Полуфинал |     | Бронза/Финал |              |              |
| Смешанный разряд         |      |      |      | 1/8 |           | 1/4 | Полуфинал    | Полуфинал    | Бронза/Финал |

|  | Дни соревнований |  | Финальные дни |

## Спортивные сооружения

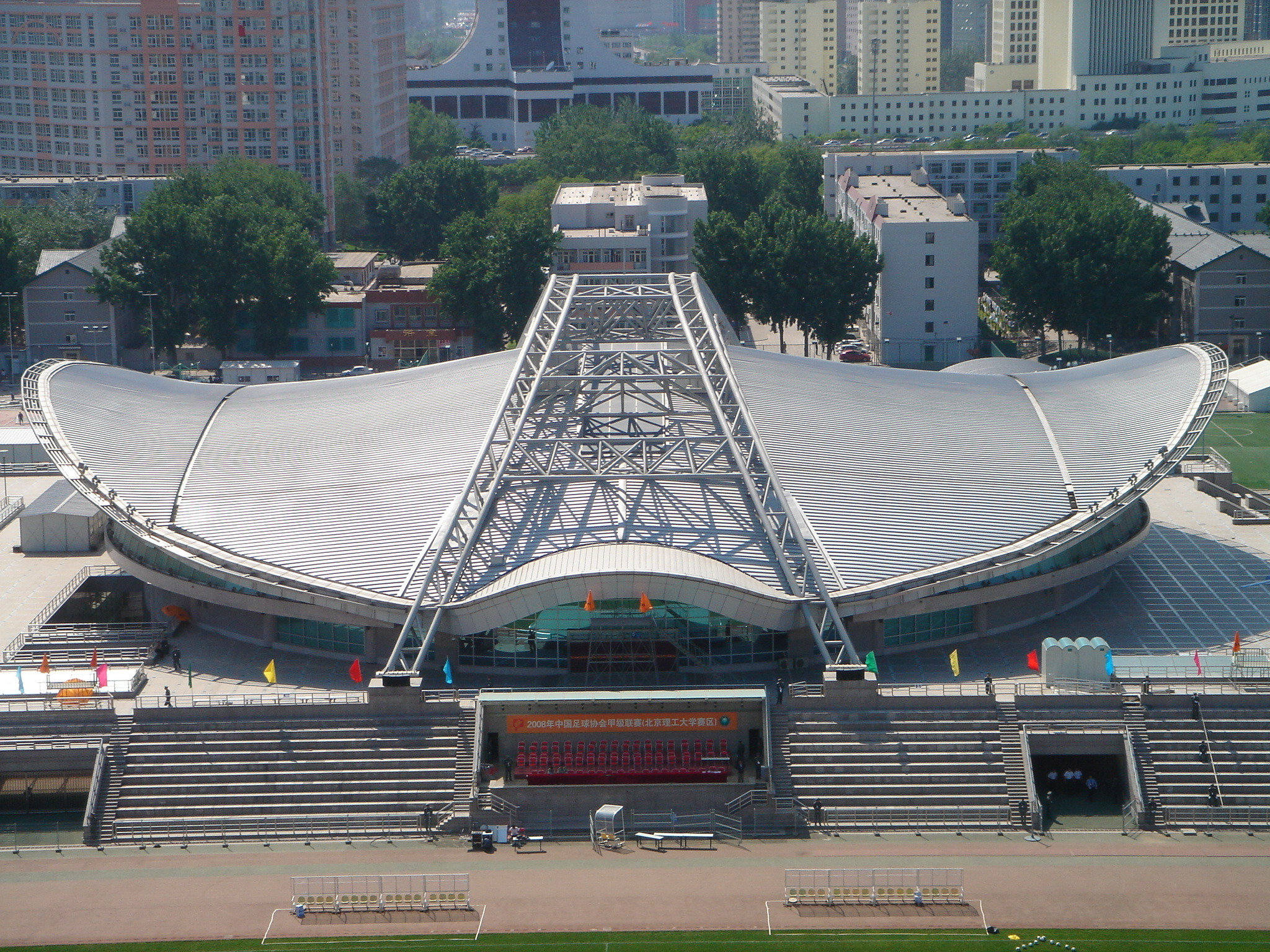
Спортивный зал Пекинского технологического университета

Все соревнования прошли в Дворце спорта Пекинского промышленного университета.

## Квалификация
Основным критерием для попадания на Олимпийские игры является рейтинг Всемирной федерации бадминтона (BWF) по состоянию на 1 мая 2008 года. По нему выбраны участники одиночных и парных соревнований. От позиции каждой страны занятой в рейтинге зависело, сколько спортсменов она может представлять. Максимальной квотой для каждой страны является три спортсмена или пары в каждом виде программы.

## Страны
На соревнования квалифицировались следующие страны:
| - Австралия - Австрия - Алжир - Беларусь - Бельгия - Болгария - Великобритания - Вьетнам - Гватемала - Германия | - Гонконг - Дания - Замбия - Индия - Индонезия - Ирландия - Исландия - Испания - Италия - Канада | - Китай - Республика Корея - Литва - Маврикий - Малайзия - Мексика - Нигерия - Нидерланды - Новая Зеландия - Перу | - Польша - Португалия - Россия - Сейшелы - Сингапур - Словения - США - Таиланд - Тайвань - Уганда | - Украина - Финляндия - Франция - Чехия - Швейцария - Швеция - Шри-Ланка - Эстония - ЮАР - Япония |